# Ångbåtsbron

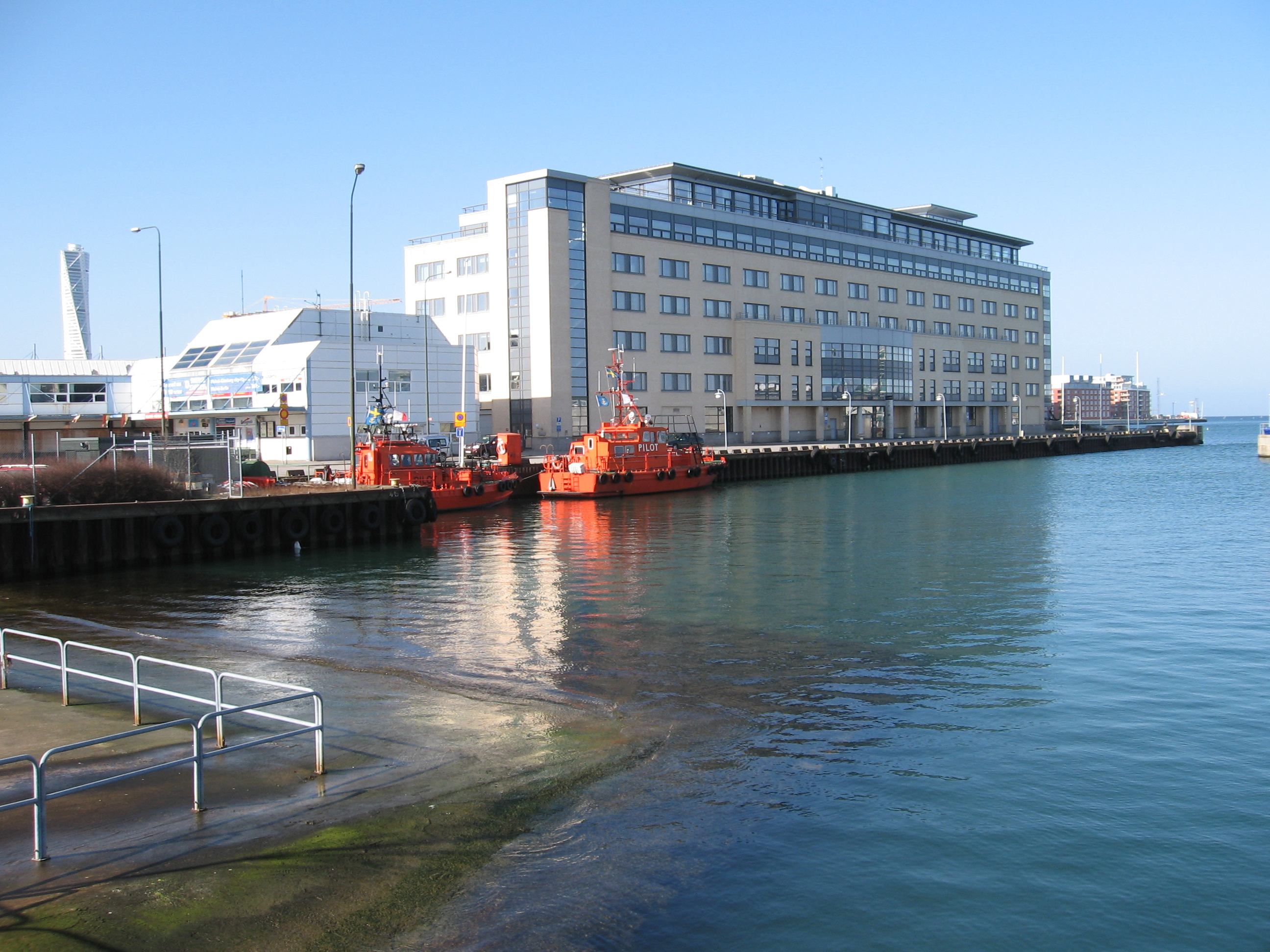
Ångbåtsbron med den nuvarande fjärrbusstationen till vänster.

Ångbåtsbron är namn på en i Malmö hamn utskjutande gammal kaj och gata, belägen norr om Skeppsbron.
Ångbåtsbron namngavs 1880 och var ursprungligen främst avsedd för lastning av ångbåtar. Vid Ångbåtsbron var även den gamla Smörkontrollen belägen, vilken 1998–99 genomgripande om- och tillbyggdes till ett modernt förlagshus där International Masters Publisher och Cydonia Development är verksamma.
Den södra delen av Ångbåtsbron, där den före detta Svävarterminalen (numera fjärrbusstation) är belägen, ingår sedan 1984 i Skeppsbron.